# Romantic Warriors
Albums de Modern Talking
In the Middle of Nowhere
(1986) In the Garden of Venus
(1987)
Singles
Romantic Warriors est le 5e album du groupe allemand Modern Talking sorti le 8 juin 1987.

## Titres
1. Jet Airliner - 4:22
2. Like a Hero - 3:47
3. Don't Worry - 3:35
4. Blinded By Your Love - 4:01
5. Romantic Warriors - 3:59
6. Arabian Gold - 3:42
7. We Still Have Dreams - 3:07
8. Operator Gimme 609 - 3:41
9. You and Me - 4:01
10. Charlene - 3:50